# Testament de Naunakhte
Le testament de Naunakhte est un papyrus trouvé dans le village des artisans de Deir el-Médineh qui remonte à la XXe dynastie, sous le règne de Ramsès V. Le papyrus a été découvert par l'Institut français d'archéologie orientale au printemps de 1928 et décrit les dernières volontés d'une femme qui renie certains de ses enfants.
Le papyrus était à l'origine en un seul rouleau composé de huit feuilles de papyrus. Séparé en deux, il a été acquis l'égyptologue Sir Alan Gardiner et il a fallu attendre que les deux rouleaux soient de nouveau réunis pour constater que c'étaient les morceaux d'un même papyrus. Écrit en hiératique, ce papyrus mesure 43 cm de hauteur et 1,92 m de longueur. Il révèle aussi qu'il a été écrit par deux scribes différents, prouvé par les changements d'écriture. Toujours dans le papyrus, ces deux scribes différents sont attestées par écrit sur la huitième ligne, où il est dit qu'il a été « écrit par Amennakht, le scribe des tombes royales à l'entrée interdite ». L'écriture passe alors à une autre écriture, celle de Harshire, fils d'Amennakht ; les noms des deux hommes apparaissent également dans la liste des quatorze membres cités au début du document.
Ce papyrus est maintenant situé à l'Ashmolean Museum à l'université d'Oxford, répertorié sous la référence P. Ashmolean 1945.97.

## La dame Naunakhte
La dame Naunakhte reçoit le titre de citoyenne ce qui est révélateur de la liberté des femmes à la XXe dynastie. Elle a été mariée deux fois, d'abord au scribe Kenhikhopshef, puis à l'ouvrier Khaemnoun avec lequel elle a huit enfants mentionnés dans le papyrus.

## Contenu du testament
Le testament de Naunakhte expose sa volonté concernant l'héritage de ses huit enfants. Avant d'exposer la division des actifs, le papyrus fait état de la date à laquelle la déclaration concernant les biens de Naunakhte a été faite, puis indique les quatorze témoins présents au moment de la transcription de la déclaration. Une fois que ces faits ont été exposés, le testament se poursuit en séparant les enfants en termes de savoir qui va recevoir des biens de Naunakhte et qui seront déshérités. Sur ses huit enfants, Naunakhte déshérite trois enfants et donne ses biens aux cinq autres, et dans le cas de Kenhikhopshef, lui attribue en récompense spéciale un bol à laver en bronze. Cette distinction qui est faite porte sur le fait que si Naunakhte renie plusieurs de ses enfants, elle prend soin d'affirmer qu'ils ne sont reniés que de la part des biens sur lesquels elle exerce un contrôle. Les enfants désavoués était toujours susceptibles de recevoir des biens de leur père Khaemnoun, le mari de Naunakhte.
Le testament de Naunakhte offre un aperçu de la procédure judiciaire au sein de la vie quotidienne des Égyptiens, en particulier celle des ouvriers et leurs familles à Deir el-Médineh. Il montre également l'utilisation croissante de documents écrits pour les Égyptiens n'appartenant pas à la famille royale. En outre, le testament de Naunakhte met en lumière la place que les femmes détiennent dans la société égyptienne. La position juridique de la femme dans la XXe dynastie concernant la propriété est égale à celle des hommes. Bien que les femmes avaient tendance à peu hériter de leur famille, elles gèrent à leur guise de ce qu'elles ont en bien propre sans se préoccuper si elles sont mariés. Enfin, la volonté de Naunakhte donne un aperçu des pratiques de soins aux parents âgés et les règles sociales qui étaient en place en ce qui concerne le soutien des parents dans la vieillesse.

## Enfants de Naunakhte
- Maaynakhtef (fils)
- Kenhikhopshef (fils)
- Amennakht (fils)
- Ouosnakhte (flle)
- Manenakhte (flle)
- Néferhotep (fils)
- Henshene (flle)
- Khanoub (flle)

Selon le papyrus, des enfants de Dame Naunakhte et de son second mari Khaemnoun, les cinq premiers sont considérés comme les « bons » enfants qui ont continué à soutenir et à fournir des soins à Naunakhte dans sa vieillesse, et donc recevoir une partie de ses biens. En revanche, Néferhotep, Henshene, et Khanoub n'ont pas soutenu suffisamment Naunakhte et sont donc désavoué.

## Études du testament
Étudiés et analysés pour la première fois par Jaroslav Černý, le testament de Naunakhte est souvent cité en ce qui concerne la condition des femmes en Égypte, de la littérature judiciaire, et de la vie dans le village des ouvriers de Deir el-Médineh. Par exemple, A.G. McDowell cite le testament de Naunakhte comme un exemple de la liberté qu'avaient les femmes en ce qui concerne le contrôle de leurs biens propres. Ben Haring utilise également le testament de Naunakhte pour décrire l'utilisation croissante de papyrus pour enregistrer à la fois les affaires privées et judiciaires.